# 广东广播电视台南方生活广播
广东广播电视台南方生活广播是中国广东广播电视台的一个电台频率，主要以广州话播放粤曲节目和生活健康资讯节目，以“传播岭南文化、倡导健康生活”为定位，以中老年群体为目标受众，每年举办全球微粤曲大赛活动。

## 历史
前身为1991年9月28日正式开播的广东电台文艺台，使用中波频率999千赫。因收听率不佳，原中波频率999千赫改为广东电台健康之声。1996年4月28日， 由广东电台、广东省卫生厅合办的广东电台健康之声正式开播，由时任中共广东省委宣传部部长于幼军、广东省副省长李兰芳揭幕。 2005年9月26日，健康之声更名为广东电台南方生活广播，全天24小时播音，并加入粤曲节目。